# Donkere reuzentandbaars
De donkere reuzentandbaars of ook wel reuzenbaars of reuzenzeebaars (Epinephelus lanceolatus) is de grootste beenvis van de koraalriffen. De vis is het maritieme symbool van Queensland, Australië. Deze vis moet niet worden verward met de gevlekte reuzentandbaars (Epinephelus tukula).

## Kenmerken
Deze vis heeft een zwaar lichaam en een enorme muil. Hij heeft een verlengde rugvin en een afgeronde staartvin. De kleur is bruinachtig met lichte vlekken. Jonge exemplaren hebben onregelmatige gele en zwarte vlekken, en volwassen exemplaren hebben veel zwarte vlekjes op de vinnen. Individuen kunnen wel 2,7 meter groot worden en een massa van 600 kilo bereiken.

## Leefwijze
Het voedsel van deze meestal solitaire vis bestaat uit kreeftachtigen, kleine haaien, alsook jonge zeeschildpadden.

## Verspreiding en leefgebied
Deze baars komt voor in de Indische Oceaan en Grote Oceaan in warme, ondiep kustzeeën en riviermondingen in de buurt van koraal- of rotsriffen.

## Status
De soort wordt door de IUCN aangemerkt als kwetsbaar.